# Campiglia (La Spezia)

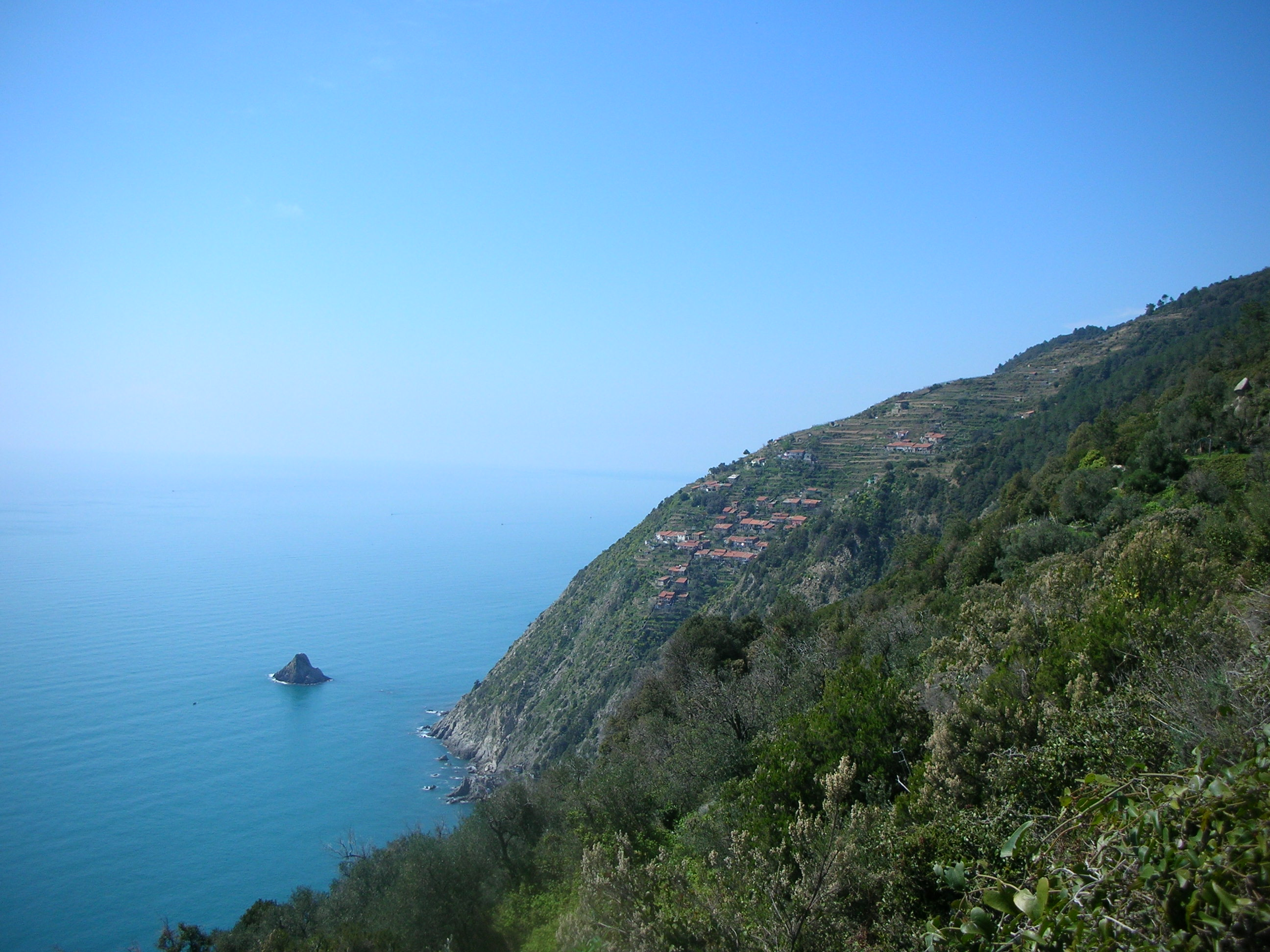
Blick auf Campiglia und das Ligurische Meer

Der kleine Ort Campiglia, auch Camiglia Tramonti,  mit etwa 109 Einwohnern liegt westlich der Bucht von La Spezia, die auch Golf der Poeten genannt wird. Es ist eines der 13 Dörfer, die von La Spezia verwaltet werden.
Der Ort liegt auf dem Kamm einer Hügelkette, die zum Mittelmeer hin 400 Meter steil abfällt. Am Hang stützen zahllose Mauern Terrassen, auf denen früher Felder bewirtschaftet wurden und die heute (2010) verfallen. Der Ort bietet einen Ausblick auf die Küste der Cinque Terre bis nach Porto Venere oder über den Golf von La Spezia auf die Apuanischen Alpen. Im Süden können bei gutem Wetter die Inseln Gorgona, Capraia und Elba gesehen werden. Von Campiglia aus führen Wanderwege bis ins etwa 8 Kilometer entfernte Biassa im Norden oder ins südlich in Richtung La Spezia gelegene Porto Venere. 
In Campiglia befinden sich eine Kirche mit Glockenturm und eine Mühle, zwei Trattorien, die von Wanderern in der Cinque Terre zur Rast genutzt werden können, und ein Ladengeschäft für den täglichen Bedarf. Der Schutzheiligen Santa Caterina di Alessandria ist die Kirche des Orts gewidmet, neben der sich der Friedhof befindet. Im Ort gibt eine Jugendherberge und Ferienwohnungen.
Es verkehren täglich Busse 7 Kilometer nach La Spezia. Auf der Straße, die von Marola nach Campiglia führt, liegen Steinbrüche, in denen der begehrte Naturstein Nero Portoro gewonnen wird.